# Hellendoorn
Hellendoorn (nederländskt uttal: [ˌɦɛlə(n)ˈdoːr(ə)n]

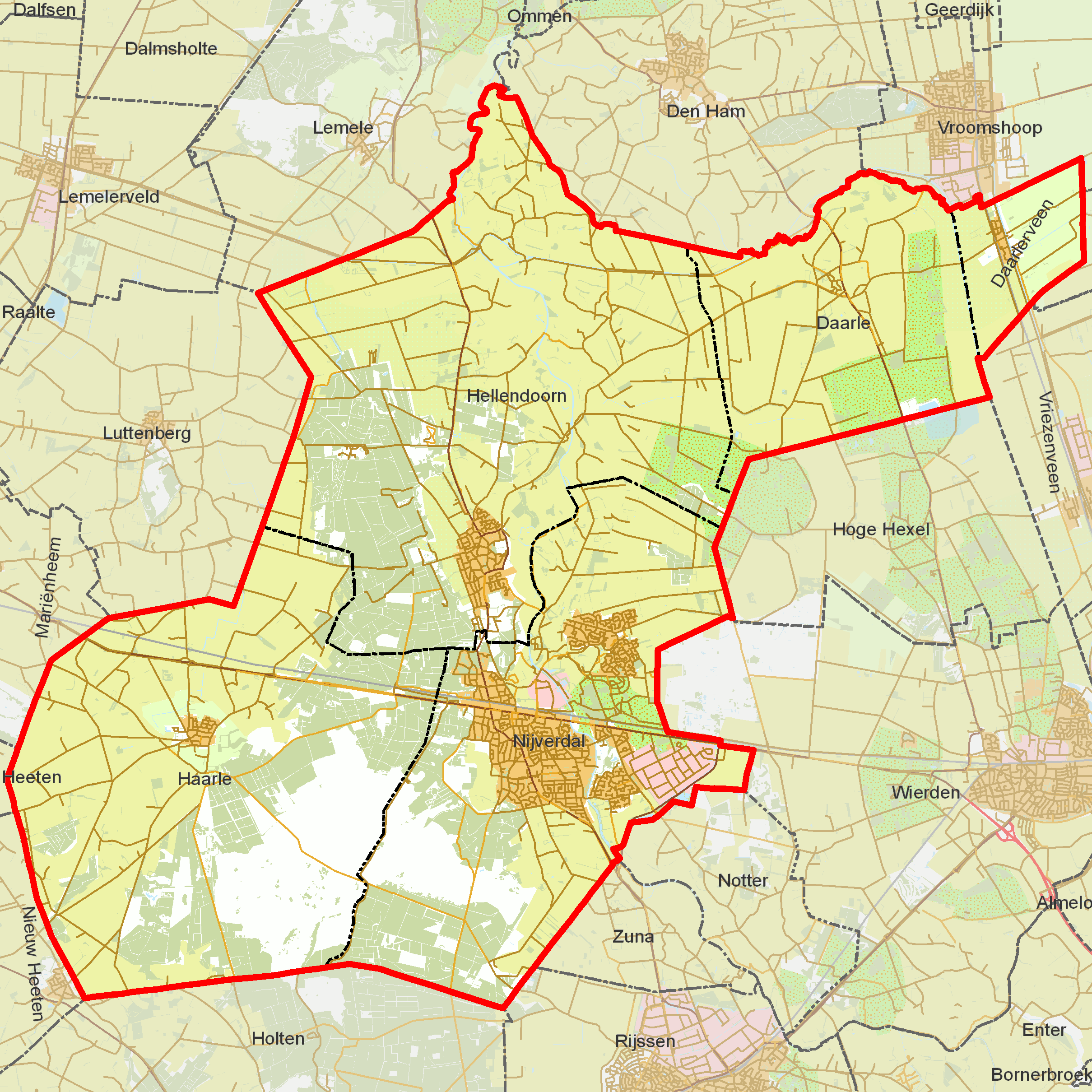
Översiktskarta över kommunen, med indelning i kommundelar (orter).

 ( lyssna)) är en stad och kommun i regionen Twente, i provinsen Overijssel i östra Nederländerna. Kommunen har 35 940 invånare (2022), på en yta av 138,99 km². Den består av orterna Hellendoorn, Nijverdal, Haarle, Daarle och Daarlerveen. Huvudort är Nijverdal.
I kommunen finns även ett stort nöjesfält, Avonturenpark Hellendoorn.